# Liste der Kulturdenkmäler in Münchholzhausen
Die folgende Liste enthält die in der Denkmaltopographie ausgewiesenen Kulturdenkmäler auf dem Gebiet des Ortsteils Münchholzhausen der  Stadt Wetzlar, Lahn-Dill-Kreis, Hessen.
Hinweis: Die Reihenfolge der Denkmäler in dieser Liste orientiert sich an der Anschrift, alternativ ist sie auch nach der Bezeichnung, der vom Landesamt für Denkmalpflege vergebenen Nummer oder der Bauzeit sortierbar.
Kulturdenkmäler werden fortlaufend im Denkmalverzeichnis des Landes Hessen durch das Landesamt für Denkmalpflege Hessen auf Basis des Hessischen Denkmalschutzgesetzes (HDSchG) geführt. Die Schutzwürdigkeit eines Kulturdenkmals hängt nicht von der Eintragung in das Denkmalverzeichnis des Landes Hessen oder der Veröffentlichung in der Denkmaltopographie ab.

Das Vorhandensein oder Fehlen eines Objekts in dieser Liste ist keine rechtsverbindliche Auskunft darüber, ob es Kulturdenkmal ist oder nicht: Diese Liste entspricht möglicherweise nicht dem aktuellen Stand der offiziellen Denkmaltopographie. Diese ist für Hessen in den entsprechenden Bänden der Denkmaltopographie Bundesrepublik Deutschland und im Internet unter DenkXweb – Kulturdenkmäler in Hessen einsehbar. Auch diese Quellen sind, obwohl sie durch das Landesamt für Denkmalpflege Hessen aktualisiert werden, nicht immer aktuell, da es im Denkmalbestand immer wieder Änderungen gibt.
Eine verbindliche Auskunft erteilt allein das Landesamt für Denkmalpflege Hessen.
Nutze diese Kartenansicht, um Koordinaten in der Liste zu setzen. In dieser Kartenansicht sind Kulturdenkmale ohne Koordinaten mit einem roten bzw. orangen Marker dargestellt und können in der Karte gesetzt werden. Kulturdenkmale ohne Bild sind mit einem blauen bzw. roten Marker gekennzeichnet, Kulturdenkmale mit Bild mit einem grünen bzw. orangen Marker.
| Bild           | Bezeichnung              | Lage                                                  | Beschreibung                                                                                               | Bauzeit | Objekt-Nr. |
| -------------- | ------------------------ | ----------------------------------------------------- | --- | ------- | ---------- |
|                |                          | Bruchstraße 11 LageFlur: 13, Flurstück: 113/1         | |         | 25367      |
|                |                          | Bruchstraße 25 LageFlur: 13, Flurstück: 100/3         | |         | 25368 DDB  |
|                |                          | Bruchstraße 32 LageFlur: 13, Flurstück: 148/8         | |         | 25369 DDB  |
|                |                          | Gießener Straße 51 LageFlur: 12, Flurstück: 33/2      | |         | 25370 DDB  |
|                |                          | Gießener Straße 59 LageFlur: 12, Flurstück: 42/4      | |         | 25371 DDB  |
| weitere Bilder | Evangelische Pfarrkirche | Kirchstraße 1 LageFlur: 8, Flurstück: 3/4             | im Kern Chorturmkirche, Ostturm mittelalterlich, barockes Schiff, Westbau und neues Kirchenschiff von 1937 | 1937    | 25372 DDB  |
|                |                          | Rechtenbacher Straße 5 LageFlur: 13, Flurstück: 194/2 | |         | 25373 DDB  |
|                |                          | Rechtenbacher Straße 7 LageFlur: 13, Flurstück: 195/1 | |         | 25374 DDB  |
|                |                          | Wetzlarer Straße 26 LageFlur: 15, Flurstück: 38/2     | |         | 29860 DDB  |